# جيانغ هوا
جيانغ هوا (بالصينية: 江华) هو قاضي وسياسي صيني، ولد في 1 أغسطس 1907، وتوفي في 24 ديسمبر 1999. حزبياً، نشط في الحزب الشيوعي الصيني. وقد انتخب رئيس محكمة الشعب العليا في الصين ‏ (1975 – 1983).